# Broadholme
Broadholme – wieś w Anglii, w hrabstwie Lincolnshire, w dystrykcie West Lindsey. Leży 9 km na zachód od Lincoln i 197 km na północ od Londynu.